# Campyloneurus firmus
Campyloneurus firmus är en stekelart som först beskrevs av Cameron 1900.  Campyloneurus firmus ingår i släktet Campyloneurus och familjen bracksteklar. Inga underarter finns listade.